# Alicia de Rojas
Alicia de Rojas (1922 - 14 de agosto de 2013) fue una primera actriz colombiana.
Hija de un músico, su padre no puso obstáculos al deseo de Alicia de dedicarse como artista al teatro, la radio y el cine. Debutó a los doce años en el programa radiofónico Música y poesía en la noche, y ya en 1948 tuvo su primer papel destacado con la radionovela El derecho a nacer. Siguió en la radio y en el teatro; en el cine actuó en Tiempo de morir (1985), Águilas no cazan moscas (1994) y La pena máxima (2001), y en la televisión, aunque no se prodigó mucho, participó en las telenovelas Por qué mataron a Betty si era tan buena muchacha, Las aguas mansas, Carolina Barrantes e Isabel me la veló.